# Dialekt południowokaszubski

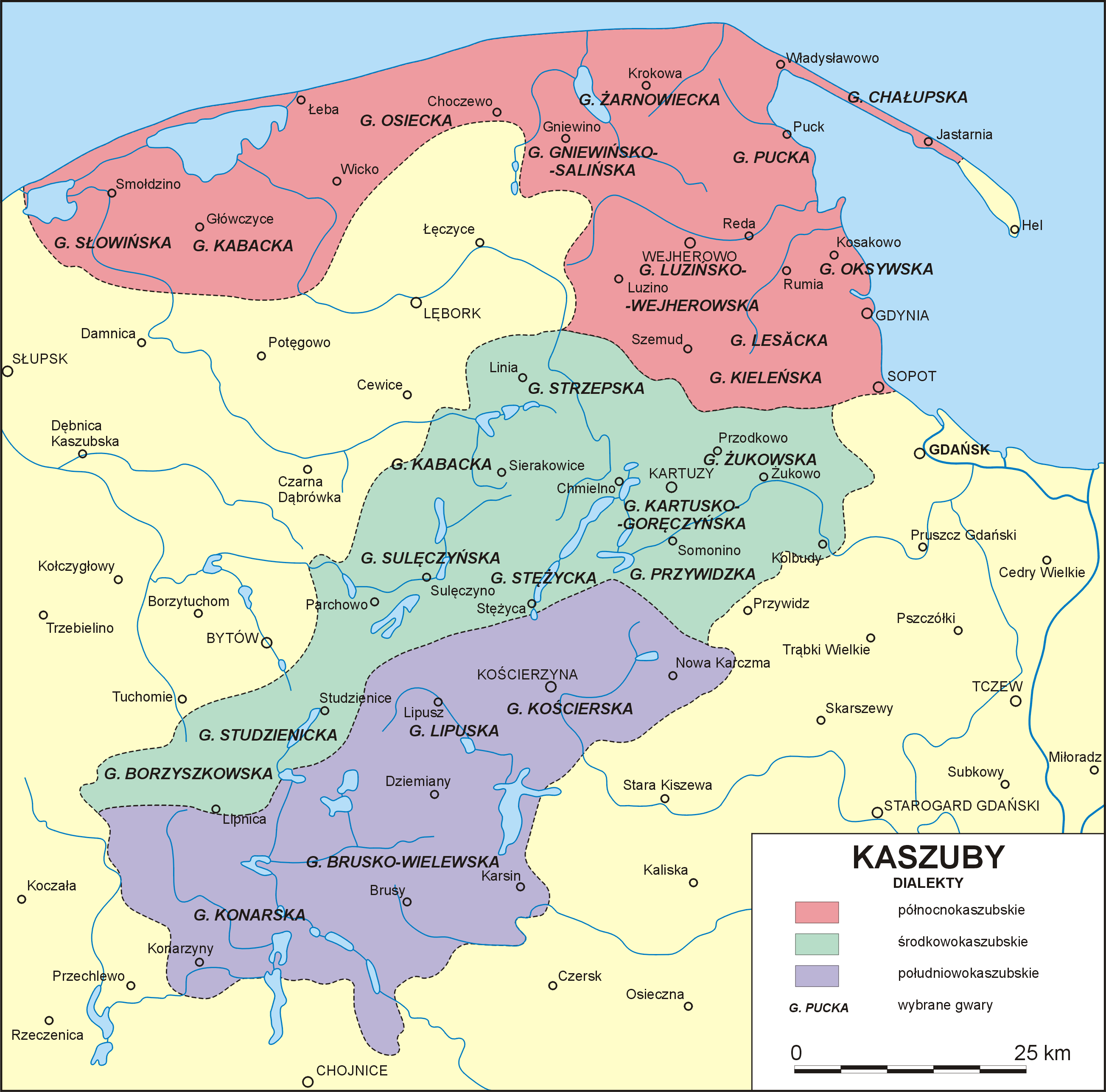
Dialekty języka kaszubskiego

Dialekt południowokaszubski – jeden z trzech zespołów gwarowych języka kaszubskiego. W zależności od podziału, kaszubszczyzna południowa traktowana jest albo jako jeden dialekt, albo jako dwa odrębne dialekty: południowo-wschodni i południowo-zachodni. Sam podział wewnętrzny języka kaszubskiego nie jest ściśle określony; trudno jest wyznaczyć precyzyjną granicę południowych Kaszub ze środkowymi.
Są to gwary kaszubszczyzny najbardziej zbliżone do języka polskiego, gdyż wpływy dialektów mazowieckiego i wielkopolskiego były tu największe. Dodatkowo gwary południowokaszubskie miały wpływ na kształtowanie się sąsiednich gwar kociewskich.

## Podział kaszubszczyzny południowej
Ze względu na pewne różnice kaszubszczyznę południową dzieli się na dwa subdialekty. Występuje między nimi, tak jak w całej kaszubszczyźnie, kontinuum dialektalne, czyli swobodna przejściowość i mieszanie się cech sąsiadujących ze sobą gwar.

### Kaszubszczyzna południowo-wschodnia
Zespół południowo-wschodni obejmuje obszar zachodniej i południowo-wschodniej części powiatu kościerskiego oraz północnej części powiatu chojnickiego. Inną nazwą tej grupy gwarowej jest określenie gwary zaborskie, gdyż obszar ten obejmuje ziemię zaborską. Do gwar zaborskich zalicza się: kościerską, lipuską, brusko-wielewską i konarską.
Od zachodu graniczy z kaszubskimi gwarami południowo-zachodnimi, od północy z dialektem środkowokaszubskim, od wschodu z gwarami tucholskimi, a od południa z gwarami kociewskimi.

#### Cechy gwar południowo-wschodnich
- akcent inicjalny
- przejście ć, ś, ź, dź w cz, sz, ż, dż (inaczej niż w tradycyjnym kaszubieniu)
- brak przegłosu e:o po spółgłoskach miękkich
- utrzymanie ruchomego e
- ë (szwa kaszubska) występuje tu rzadko, albo wcale
- w gwarach, w których występuje ë, wymawiane jest ono jako ogólnopolskie y
- ò wymawiane jako ło a nie łe
- u wymawiane tak jak ogólnopolskie u (w innych gwarach tendencja do pochylania w kierunku i)
- wymowa ô (kontynuatu długiego a) jako o lub ó
- po spółgłosce twardej występuje é, a po miękkiej i
- po spółgłosce l samogłoska i nie przechodzi w ë

### Kaszubszczyzna południowo-zachodnia
Zespół ten stanowią gwary używane na terenie powiatu człuchowskiego oraz południowej części bytowskiego. Jest najmniejszą spośród kaszubskich grup gwarowych i zarazem najszybciej asymilującą właściwości sąsiadującego z nią dialektu wielkopolskiego oraz języka ogólnopolskiego. Stanowi wraz z gwarami południowo-wschodnimi kontinuum dialektalne, więc jej wschodnie gwary upodabniają się do sąsiadujących odmian zachodnich.

#### Cechy gwar południowo-zachodnich
- brak przejścia t, d w ć, dź
- stwardnienie ń w n
- wymowa ô (kontynuatu długiego a) upodobniona do niemieckiego ö, czasami do å (dźwięk pośredni między a i o)
- samogłoska é (e pochylone) w swojej archaicznej formie – dźwięk pośredni między i a y
- samogłoska ë wymawiana tak samo jak regularne e
- odnosowienie samogłoski ą

## Zapisy gwarowe
Kaszubszczyzną południową posługiwał się jeden z najbardziej znanych pisarzy kaszubskich, Hieronim Derdowski. W swoich utworach odzwierciedlał cechy gwary chojnickiej, choć z czasem mieszał ją z elementami dialektu północnokaszubskiego, chcąc stworzyć pewną reprezentatywną formę etnolektu kaszubskiego łatwo zrozumiałą dla wszystkich Kaszubów. Zapisy dokonywane przez Derdowskiego różnią się zasadniczo od tych tworzonych przez Floriana Ceynowę, gdyż nie użyto w nich specjalnie dostosowanego do kaszubskiej mowy alfabetu. Teksty pisane gwarami południowokaszubskimi sporządzano w alfabecie polskim z zaznaczeniem licznie używanych przez autora samogłosek ścieśnionych.

### Przykład – Marsz Kaszubski (zapis oryginalny)
Tam, gdze Wisła od Krakowa

W polscie morze płynie,

Polsko wiara, polsko mowa

Nigde nie zadzinie.

Nigde do zgube

Nie przyńda Kaszube,

Marsz, marsz za wrodziem !

Me trzemąme z Bodziem.

Me z Mniemcami wiecie całe

Krwawe wiedle wojne,

Wolne plesnie wjedno brzmniałe

Bez gore i chojne.

Nigde do zgube

Nie przyńda Kaszube,

Marsz, marsz za wrodziem !

Me trzemąme z Bodziem.

Przeszed Krzyżok w twardy blasze,

Poleł wse i mniasta,

Za to jego cepe nasze

Grzmocłe lot dwa sta.

Nigde do zgube

Nie przyńda Kaszube,

Marsz, marsz za wrodziem !

Me trzemąme z Bodziem.

Nos zawołoł do swy rote

Polsci krol Jadziełło,

Tej w mniemniecciech karkach gnote

Trzeszczałe, jaż mniło.

Nigde do zgube

Nie przyńda Kaszube,

Marsz, marsz za wrodziem !

Me trzemąme z Bodziem.

Gdze krol Kazmnierz gnoł Krzyżoka?

Gnoł go pod Chonice !

Bo go zgnietłe, jak roboka,

Kaszubscie kłonice.

Nigde do zgube

Nie przyńda Kaszube,

Marsz, marsz za wrodziem !

Me trzemąme z Bodziem.

Ciej roz naju okrętami

Szwede najechale.

Me żesme jech kapuzami

Z Pucka wenekale

Nigde do zgube

Nie przyńda Kaszube,

Marsz, marsz za wrodziem !

Me trzemąme z Bodziem..

Krzyżem swiętym przeżegnanie,

Sec, seciera, kosa,

Z tem Kaszuba w piekle stanie,

Djobłu utrze nosa.

Nigde do zgube

Nie przyńda Kaszube,

Marsz, marsz za wrodziem !

Me trzemąme z Bodziem.

Nasz Stanisłow Kostka swięty,

Co sę u nos rodzeł,

Nie dopuscy, be zawzęty

Wróg nąm długo szkodzeł.

Nigde do zgube

Nie przyńda Kaszube,

Marsz, marsz za wrodziem !

Me trzemąme z Bodziem.

Płaczą matcie nad senami,

Płaczą dzys dzewice,

Hola, Jesz je Bóg nad nami,

Doł cepe, kłonice.

Nigde do zgube

Nie przyńda Kaszube,

Marsz, marsz za wrodziem !

Me trzemąme z Bodziem.